# Centaurea kochiana
Centaurea kochiana là một loài thực vật có hoa trong họ Cúc. Loài này được (Holub) Greuter mô tả khoa học đầu tiên năm 2005.